# Fuhlsbüttel (metrostation)
Fuhlsbüttel is een metrostation in het stadsdeel Fuhlsbüttel van de Duitse stad Hamburg. Het station werd geopend op 1 juli 1921 en wordt bediend door lijn U1 van de metro van Hamburg.